# AX (Magazin)
AX (jap. アックス, akkusu) ist ein japanisches Manga-Magazin, das seit 1998 sechsmal im Jahr beim Serinkogeisha-Verlag erscheint. Es veröffentlicht alternative Manga.

## Name
Der Name AX ist eine Erfindung des Redakteurs Asakawa Mitsuhiro. Der Name ist „sowohl eine Anspielung auf das Beil (engl. ‚axe‘) – mit dem Hintergedanken, dass man selbst mit einem kleinen Beil große Bäume fällen, also mit kleinen Dingen große Wirkungen erzielen kann – als auch auf die Achse (engl. ‚axis‘), den Angelpunkt einer Vielzahl von Ausdrucksformen, als den sich das Magazin versteht.“

## Entwicklung und Ausrichtung
Das im A5-Format erscheinende Magazin wurde als Nachfolger des Garo gegründet, das 1998 zwar noch nicht eingestellt war, aber nur mehr unregelmäßig und in einer sich immer weiter verschlechternden finanziellen Lage herauskam, und will dessen Tradition, avantgardistische Künstler zu fördern, fortsetzen. AX, das bis zur zwölften Ausgabe (im Jahr 1999) unter dem Titel „AX – Dämon des Manga“ (マンガの鬼AXアックス, Manga no Oni AX akkusu) erschien, hat eine Auflage von 5.000 bis 6.000 pro Ausgabe und kann durch den geringen Gewinn die für es arbeitenden Autoren nicht bezahlen. Das Magazin finanziert sich über die Buchveröffentlichungen, die beim Verlag Serinkogeisha herausgegeben werden.

## Bedeutung
Viele ehemalige Garo-Zeichner wie Suehiro Maruo, Ikuko Hatoyama, Usamaru Furuya und Kazuichi Hanawa publizieren nun in AX Werke. Zweimal jährlich vergibt AX Preise für Nachwuchszeichner und Comickritiker, um so neue Autoren für das Magazin und die alternative Comicszene Japans zu gewinnen. Das Magazin widmet sich in jeder Ausgabe in einem Spezialdossier einem Zeichner besonders; hier werden neben japanischen Mangaka auch internationale Comiczeichner wie Jim Woodring und Stéphane Blanquet vorgestellt.
Das Magazin stellt seit seiner Gründung und besonders seit dem Ende von Garo eine der wichtigsten Plattformen für Underground-Mangas dar. Der Manga-Zeichner Kotobuki Shiriagari sagte dazu: „Die Kommerzialität des Mangas bedroht seine stilistische und inhaltliche Vielfalt. Deshalb sind unabhängige Zeitschriften wie ‚AX‘ essenziell. Sie beleben den Manga – und üben einen nicht zu unterschätzenden Einfluss auch auf den Mainstream aus.“